# NetCaptor
NetCaptor是一款使用了Microsoft Internet Explorer的Trident排版引擎的Internet Explorer外殼瀏覽器。在IE内核浏览器中最早实现了标签式浏览／分页浏览（Tabbed Browsing），它為IE使用者提供了一個替代的多標籤界面，並附有一系列額外功能。它是一個可在免費模式（部份功能無法使用，界面中也會顯示細小的文字廣告）或在已註冊模式（称为NetCaptor Pro，無廣告，所有功能可用）下執行的廣告軟件／共享軟件。

## 主要功能（截至版本7.5.4）
- 多標籤瀏覽界面（請參閱多標籤文件界面（tabbed document interface））
- 快速搜尋（QuickSearch）：允許使用者在網址列直接輸入並送出搜尋器搜索字串。例如，要使用Google搜索「testing」，可在任何標籤的網址列中輸入「g testing」。
- 網址捷徑（Aliases）：與QuickSearch相似，但使用者無需輸入搜索字串。例如，輸入「g」會開啟Google的首頁。可用來替代我的最愛。
- 自動清除資料：使用者可讓NetCaptor在結束時，自動清理使用資訊、Temporary Internet Files、Cookies等等。支援多種檔案清除方法。
- CaptorGroups：就如一組組可一次過開啟的我的最愛網頁。例如，使用者可將好幾個新聞網站放在同一個CaptorGroup中，然後當下次想閱讀新聞時，可利用該群組來同時打開這些網站。
- PopupCaptor：一個可封鎖沒有被使用者允許打開的彈出視窗，或透過比較URL（即只包含來自某個網站的彈出視窗）來過濾它們的封鎖功能。
- URL封鎖：允許使用者防止NetCaptor從指定的URL載入任何東西，包括圖像、音效、廣告等等。
- 快捷設定選項：使用者能方便快捷地設置如安全性和Cookies等的選項，亦可快速地開啟或關閉如JavaScript和ActiveX等的功能。
- 快捷存取有用網站：能讓使用者快捷地使用如BabelFish等翻譯引擎翻譯當前的頁面，到Internet Archive瀏覽該頁的一個存檔，查看該頁面的Whois資訊，或進行由使用者所定義的工作。

## 歷史與發展
NetCaptor的開發工作於1997年展開，它的功能也在往後幾年慢慢增加。它其中的一些功能是原創的，有些則是啟發自同類型的產品。據開發者Adam Stiles表示，NetCaptor是其中一個擁有多標籤界面的瀏覽器──雖然其他同一時代的瀏覽器（如BookLink的Internetworks和Opera）也有類似的功能，NetCaptor的標籤，無論在型態還是功能上，都與現代瀏覽器的標籤最為接近。
NetCaptor是一個非开放源始碼的程式，而它的主要（也可能是唯一的）開發者Adam Stiles是它的原作者。
最後推出的版本7.5.4於2005年2月18日面世，然而此後一直沒有更新的版本推出。在開發者Adam Stiles的博客中，有他自2005年的在官方網站所發表的文章的存檔，但並沒有NetCaptor停止開發的正式公告。直至2008年1月3日，Stiles才在軟件官方網站正式宣佈NetCaptor停止開發。NetCaptor目前已成為一孤兒軟件（Abandonware）），但網上仍有多個網站（包括官方下載伺服器）提供它的下載。此外，Stiles亦同時在官方網站發佈了一個免費的軟件註冊碼，讓任何欲使用NetCaptor的人士免費使用NetCaptor：
```
BBLdOxhx2bovHIQ0pVZjaiTWmAuEjmPOUM3tsFTcNzb4kjXdiq0
P+wsLJp4BBuNKtYYyKyAuRRgp8h=REQ+7f2h3PfFIoZFH91P5On
6eppScyJ560Xjr1z9dQDcLj43LACA496IEz+jNAVeEOT7RfWph5
7tCk6ajYmLEFc5ODjy

```

## 外部連結
- NetCaptor官方網站 （已關閉；Internet Archive存檔）